# Operacija Čelik
Operacija Čelik bila je napadna operacija velikosrpskih agresora u Domovinskom ratu koja je uslijedila odmah po završetku Operacije Maslenica, s ciljem da se ponovno osvoji zadarsko zaleđe koje je HV u prethodnoj Operaciji Gusar oslobodila.
Preduvjete za operaciju dala je i diplomatska ofenziva Hrvatskoj nesklonih i velikosrpskoj strani sklonih zemalja koje su zaustavile hrvatske snage koje su tad bile u velikom zamahu i napredovanju, srpska vojska povlačila se u rasulu. Smetenosti i demoraliziranosti u srpskim redovima pridonila je i panika u redovima pobunjeničkih srpskih civila koji su u kolonama napuštali gradove i sela u relativnoj blizini bojišnice, a koji su dotad živili u uvjerenju da su sigurni.
Za protuudar su se angažirale brojne srpske elitne i redovne profesionalne, pričuvne i dobrovoljačke i plaćeničke postrojbe. Brojne su bile postrojbe dobrovoljaca. Većina ih je stigla iz profesionalnih postrojbâ. Prema zaplijenjenim dokumentima Arkan je navodno plaćao po 5000 DM. Masovno su se odazivali, dnevno je pristizalo na stotinjke dobrovoljaca, doduše, masovno su i odlazili nakon nekih poraza. Dobrovoljaca je stiglo iz Srbije (55 %), Kosova, Bosne i Hercegovine, Crne Gore, plaćenika iz Bugarske, Rumunjske, Makedonije, Ukrajine, Rusije, a od pobunjenih područja RH s Banovine i Korduna. Procjene su da je bilo ih 4300 dobrovoljaca.
Na desetke je bilo tih postrojba: šešeljevci, jovićevci, pripadnici Kosovsko-tepličkog odreda, Arkanovi Tigrovi, Knindže kapetana Dragana, Vukovi s Vučjaka.
Borbe su bile žestoke i intenzivne. Stalne su bile diverzantske akcije, osobito kod Novigrada, pa se događalo da ni pripadnici protivničkih snaga nisu znali jesu li se susreli sa svojim ili protivničkim vojnikom. Zabilježeno je da su velikosrpski napadači 14. veljače morali tražiti odmor od pustih borba. 16. veljače nakon pretrpljena poraza i premorenosti povuklo se 847 elitnih vojnika (arkanovaca, Vukova i Kosovara). Osipanje se nastavilo i dalje. Poginuli su mnogi vojnici, a pogibije ključnih ljudi elitnih postrojba razilaze se redovne pobunjeničke snage i dobrovoljci. Redovne pobunjeničke snage (VRSK) sve češće optužuju za kriminalitet ovu drugu skupinu. Masa pustolova, vojnika po plijenu i plaćenika, bez jasne autoriteta i nadzora činila je razna nedjela odnosno škodila samim pobunjenim Srbima. Međusobna neslaganje išla su dotle da se čak očekivalo da će primjerice Arkan sa svojim borcima napasti zapovjedništva postrojba. Veliki prinos ovom unutarnjem sukobu pridonijeli su pretrpljeni veliki gubitci, premorenost, sve izvjesniji poraz na kratke i poraz na dugi rok koji se nazirao, a kao bitan valja navesti element frustracije zbog neostvarene pobjede nad kako su pridošlice lakomo mislile lakom pobjedom.
Borbe su potrajale još tri mjeseca. Tijekom ove operacije odvilo se nekoliko teških bitaka, Kašić, Drače i dr.

## Vanjske poveznice
- TV kalendar na Facebooku [Iz arhive TV kalendara] Operacija Čelik: 1. ožujka 1993. – 1. ožujka 2017.
- Tomislav Šulj: Crne mambe 1993. u prvom sukobu najelitnijih postrojbi obje strane, Večernji list, 15. veljače 2013.